# Borja Vázquez Doña
Borja Vázquez Doña (Jerez de la Frontera, Cádiz, 18 de enero de 2005) es un futbolista español que juega como delantero en el Cádiz C. F. de la Primera División de España.

## Trayectoria
Nacido en Jerez de la Frontera, Cádiz, comienza su trayectoria como futbolista en las categorías inferiores del Cádiz C. F. al que llegó en categoría alevín y tras algunas temporadas en el Sevilla C.F en categoria infantil , volvió a la entidad cadista (Balón de Cádiz) en el primer año de cadete. En su primer año como juvenil compite de tu a tu con jugadores seniors en las filas del Cadiz C.
En la temporada 2023-24, participa en 20 partidos (19 como titular) esta temporada con el Juvenil A, 18 de  liga en el Grupo IV de la División de Honor Juvenil y dos de Copa del Rey, anotando cuatro goles.
El 29 de enero de 2024, tras seis meses en el Juvenil "A" del Cádiz C. F., renueva su contrato con el conjunto cadista hasta 2026 y forma parte de la plantilla del Cádiz C. F. "B" de la Segunda Federación.
El 25 de mayo de 2024, hace su debut con el primer equipo del Cádiz C. F. en la Primera División de España, en un encuentro frente a la UD Almería.
El 12 de enero de 2025 se estrenó en Segunda División (LaLiga Hypermotion) ante el Levante UD. Poco después, el 3 de febrero de 2025, se hizo oficial su cesión al Atlético Sanluqueño hasta el 30 de junio de 2025, logrando la permanencia del equipo en Primera Federación.

## Clubes
Actualizado al último partido disputado el 31 de mayo de 2024.
| Club                | País   | Liga   | Año              | Partidos | Goles | Asistencias |
| ------------------- | ------ | ------ | ---------------- | -------- | ----- | ----------- |
| Cádiz C. F. "B"     | España | 2 RFEF | 2024.            | 31       | 3     | 7           |
| Cádiz C. F.         | España | LaLiga | 2024- Actualidad | 2        |       |             |
| Atlético Sanluqueño | España | 1 RFEF | 2025 - Cesión    | 14       |       | 4           |